# Východoíránské jazyky
Východoíránské jazyky jsou podskupina íránských jazyků zahrnující na počátku 21. století především paštštinu (zhruba 40 až 60 milionů mluvčích, převážně v Afghánistánu a Pákistánu) a osetštinu (zhruba 600 tisíc mluvčích, v Osetii rozdělené mezi Gruzii a Rusko). V minulosti však jimi hovořila široká paleta etnik: náleží mezi ně avestánština, posvátný jazyk zarathuštristů, jazyky kočovných Skytů a Saků, a sogdština a baktrijština kterými se mluvilo ve střední Asii.

## Klasifikace
Východíránské jazyky v průběhu historie zarhnují následující:
Staroíránské období
- avestánština[pozn. 2]
- skytština

Středoíránské období
- chotanština a jí blízce příbuzná tumšučtina
- sogdština
- chorézmština
- baktrijština
- jazyky Sarmatů, Alanů a Parnů

Novoíránské období
- osetština
- jaghnóbština
- šughnánské jazyky, jazghulámština a wandžština
- iškášimština, sangléčtina a zébáčtina
- wachánština
- mundžánština a jidghánština
- paštština

## Kočovní východní Íránci
Kočovné východoíránské kmeny v době zhruba mezi lety 1 000 př. n. l. až 500 n. l. výrazně zasáhly do eurasijských dějin a sídlili v rozsáhlé stepi od Černého moře po Altaj. Byly známy pod různými jmény, ale vzhledem ke své jazykové i kulturní blízkosti , neustálému stěhování a vzniku různých kmenových svazů je problematické jejich přesné rozlišení. To odráží i nestabilní terminologie v odborné literatuře. Sami o sobě nezanechali žádné písemné prameny, ale máme o nich zprávy od sousedních národů. Řekové je označovali jako Skyty, Sarmaty a Massagety, Peršané jako Saky, Indové jako Šaky a Číňané jako Jüe-č’. Z tohoto důvodu o nich Milan Škoda hovoří jako o Skytech v širším slova smyslu. V podobném duchu se v ruském prostředí hovoří o „skytsko-sibiřském světě“, archeologickém horizontu zahrnujícím kultury od jižní Sibiře (pazyrycká, Arzhan, Aldy-Bel) po severní Černomoří sdílející stejný způsob výroby zbraní a jezdecké výbavy, ale také zvláštní zvěrný či skytský umělecký styl.

## Dějiny

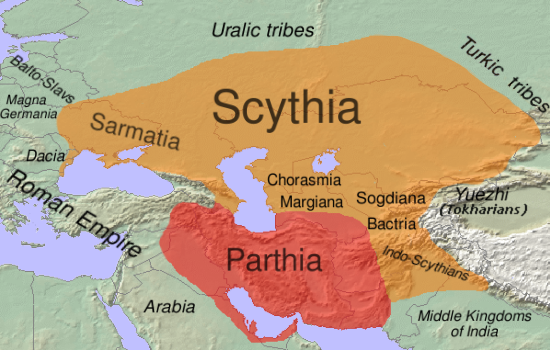
Skytie v širším slova smyslu v 1. století n. l.

Počátky východních Íránců, ale i ostatních Indoíránců, jsou nejspíše spojeny s archeologickou kulturou Andronovo. Ta existovala od přelomu 2. tisíciletí př. n. l. do konce 1. tisíciletí př. n. l. v oblasti střední Asie a jihozápadní Sibiře, tedy zhruba mezi Kaspickým mořem, Uralem, Altají a Ťan-šanem. Navazovala na starší, zřejmě praindoevroské kultury se šňůrovou keramikou a jámovou sídlící západněji. Z větší části ji tvořily kočovníci, ale vznikaly také malé vesnice. Mezi lety 1 850 př. n. l. a 1 450 př. n. l. existovala také srubová kultura na území dnešní Ukrajiny a jižního Ruska, někdejší Skytie, která je zpravidla považována za praíránskou. Není však zda šlo o domácí kultura nebo zda její nositelé pocházeli z východněji sídlící kultury Andronovo.
Příslušníci andronovské, v menší míře snad také srubové, kultury se v první polovině 2. tisíciletí př. n. l. počali přesouvat na jih. Během této expanze ovládli Baktrijsko-margiánský archeologický komplex, s kterým sousedili na jihu. V této době pravděpodobně došlo k rozpadu indoíránské jednoty a během jejích pozdních fází se na jejím území hovořilo íránským jazykem. V druhé polovině 2. tisíciletí př. n. l. nastala ve stepi ekologická krize, ale zároveň se postupně prosazovaly nové vynálezy: jízda na koni a železo. V této době vznikla například karasucká kultura sídlící mezi Aralským jezerem, Jenisejí, Altají a Ťan-šanem. Na jejím vzniku se podíleli zřejmě jako lidé andronovské kultury tak mongoloidní populace. Lidé tvořící tuto kulturu vytlačili starší andronovce, kteří se pak přesouvali na jih.
Přímými následníky andoronovské kultury byly především Sakové a Sarmaté na území dnešního Kazachstánu, zatímco černomořští Skytové prošli složitějším vývojem. Do své antické vlasti dorazily v 8. století př. n. l. z Asie a byli ovlivněni předovýchodní kulturami, Řeky i potomky lidů srubové kultury kteří obývali severní Černomoří před nimi.
Kromě těchto kmenů známé díky Avestě, posvátnému textu zarathuštristů, východoíránský jazyk zvaný avestánština, kterým se na přelomu 2. a 1. tisíciletí př. n. l. mluvilo v Arachósii, Arii, Baktrii a Margiáně, tedy převážně na území dnešního Afghánistánu. O lidu, který snad byl nositelem kultury Jaz, který touto řečí mluvil však nemáme kromě samotné Avesty žádné zprávy.